# Z-Wave
Z-wave är en teknik för trådlös styrning och övervakning av utrustning i framförallt hem och kontor.

## Egenskaper
Z-Wave kan inte skicka mycket data per sekund, jämfört med en snabb Internetanslutning. Den är främst utvecklad för att vara energisnål och ha snabba responstider. Egenskaper som krävs för styrning och övervakning.
En konkurrent till Z-Wave är ZigBee; egenskaper som de båda teknikerna har är följande:
- Plattformarna är energisnåla
- Plattformarna är trådlösa, vilket innebär att det är smidigt att installera.
- Plattformarna har stöd för mesh-nätverk
- Plattformarna ger signaler tillbaka att kommandot har utförts, vilket är en trygghet
- De flesta stora teknikföretagen är involverade och satsar mycket resurser på någon av de nya generationerna av plattformar.
- Plattformarna är utvecklade för att vara enkla att installera
- Plattformarna kräver ingen centralenhet för småskaliga installationer.

## Tillverkare
Zensys är företaget som designar/utvecklar kretsen för Z-Wave. Z-Wave Alliance är en samling företag som använder kretsen i sin utrustning.